# Classe Jaguar (1957)
Pour les articles homonymes, voir Jaguar (homonymie).
Pour les autres classes de navires du même nom, voir Classe Jaguar.
Les vedettes rapides de la classe Jaguar (désignation militaire : type 140) ont été les premiers bâtiments de guerre mis au point par la marine de guerre fédérale ouest-allemande après la Seconde Guerre mondiale. Cette classe porte le nom de la tête de série : le Jaguar. Leur domaine d'intervention principal a été la mer Baltique.
Avec ce type d'unités, l'expérience acquise de la guerre pour la construction de vedettes rapides a été améliorée. Ces bateaux sont construits avec des membrures en  métaux légers et un bordé en bois. La propulsion assurée par quatre moteurs Diesel leur donnait une vitesse dépassant 40 nœuds (74 km/h). Les vedettes lance-torpilles se distinguaient ainsi par leur bonne tenue à la mer et leur grand rayon d'action. Elles auraient pu être mises en œuvre non seulement pour protéger les côtes, mais pour passer à l'offensive au large. Mais leur autonomie à la mer n'était que de quelques jours. En effet leur habitabilité était restreinte pour loger dans de bonnes conditions un équipage de 39 hommes. De plus leur armement principal de quatre torpilles se trouvait vite épuisé une fois lancées car ils n'embarquaient pas de torpilles en réserve.
20 bateaux de la classe 140 ont été construits. Ils ont formé les 3e et 5e escadres de torpilleurs rapides, en service de 1957 à 1975. 11 bateaux supplémentaires ont été construits pour l'exportation en Indonésie et en Arabie Saoudite.
Le type 141 était semblable, à la motorisation près, plus puissante. Les dix bâtiments de ce type ont formé de 1958 à 1976 la 2e escadre de torpilleurs rapides. Ils ont été tout d'abord été considérés comme une deuxième série de la classe Jaguar, mais désignés ultérieurement comme classe Pygargue, du nom de l'unité tête de série. Après leur désarmement de la marine fédérale allemande, ils ont été remplacés par les vedettes de la classe Tigre du type 148. Les vedettes du type 140 ont été cédées principalement à la Turquie. Celles du type 141 ont été cédés à la Grèce, et remplacés par ceux de la classe Albatros du type 143. Ces dernières unités ont été déclassées en 2005.

## Histoire

### Mise au point
Les bateaux de la classe Jaguar ont été conçus par le chantier naval Lürssen à Brême-Vegesack, et 22 unités y ont été construites pour la Marine fédérale (Bundesmarine), en plus des 8 construites sous licence par le chantier Kröger à Schacht-Audorf, près de Rendsburg.
Après la Seconde Guerre mondiale, les chantiers Lürssen avaient d'abord construit pour les garde-côtes fédéraux des patrouilleurs rapides selon les derniers plans de construction de la guerre (désignation ultérieure classe Goéland argenté (149)). Après la fondation de l'armée fédérale, ces bateaux ont servi dans l’escadre d'entraînement sur patrouilleurs rapides, (ultérieurement 1re escadre de patrouilleurs rapides), de la marine fédérale pour l'entraînement des équipages, la qualification des moteurs et l'équipement pour les bateaux Jaguar futurs.
Avec la classe Pléidades (1953), Lürssen a construit pour la marine suédoise, à partir du milieu des années 1950, un type notablement agrandi de patrouilleur rapide, avec un armement comparable à celui de la classe Jaguar, mais encore une motorisation correspondant à celle des bateaux de la guerre.
Les bateaux mis au point par Lürssen finalement comme Type 55 de la classe Jaguar présentaient un développement supplémentaire par rapport aux patrouilleurs de la Seconde Guerre mondiale. Leur déplacement était presque deux fois plus grand que celui des bateaux de la guerre, et ils étaient armés de façon correspondante, tant sur le plan offensif que défensif. Bien qu'ils n'aient pas reçu de safran mobile pour provoquer l'effet Lürssen, leur quatrième moteur leur permettait d'atteindre de plus hautes vitesses.
Au moment de son introduction, la classe Jaguar n'a tout d'abord été désignée que par le numéro de classe. Mais elle a été bientôt baptisée officieusement « classe fauve », avant que s'établisse pour les bateaux de petit tonnage le même usage que pour les bâtiments importants, de désigner la classe du nom de la première unité mise en service. Le Jaguar, d'après lequel la classe a ultérieurement été nommée, est le premier nouveau bateau d'après guerre de la marine.
Avec les bateaux de la classe Jaguar, la marine fédérale avait fait un type de bateau robuste pour sa reconstruction, qui a rendu de bons services pendant un certain temps, bien que du point de vue technique de l'armement il ait été dépassé dès sa mise en service.
L'attaque contre les bateaux de combat avec des torpilles à trajectoire rectiligne de court rayon d'action était déjà à ce moment une tactique dépassée. Dès 1960, la marine soviétique, en commençant par la classe Komar, introduit des patrouilleurs rapides avec des missiles antinavire, un armement bien supérieur à la torpille pour le combat contre des objectifs plus importants. Dans cette mesure, la réforme relativement précoce des bateaux de la classe Jaguar, encore en bon état, et leur remplacement par des patrouilleurs rapides lance-missiles en étaient des conséquences logiques.
Hors de la marine fédérale, environ 11 bateaux de la classe 140 ont été construits pour l'exportation. Huit ont été livrés à l'Indonésie, dont la moitié ont reçu une coque en acier, et trois autres l'ont été à l'Arabie saoudite. Au début des années 1960, ont été mis au point sur la base de la classe Jaguar des bateaux pour la marine israélienne. Finalement, en raison de problèmes politiques, c'est un chantier français qui a réalisé la construction en 1967/68. Sur la base de ce projet, la Classe Combattante, très prospère à l'exportation, a été poursuivie, et elle a été acquise par la marine fédérale allemande sous le nom de classe Tigre.
Les 12 bateaux construits en France pour Israël étaient juste 2,5 m plus longs, avaient des superstructures modifiées, et ont été mis en service sous la dénomination de classe Sa'ar. Au début des années 1970, le changement d'armement avec des missiles Gabriel fait passer les Sa'ar au niveau II, et plus tard au niveau III. En tant que tels, ils étaient les premiers patrouilleurs lance-missiles du monde occidental.

### Utilisation dans la marine fédérale
À la formation de l'escadre, le noyau du personnel expérimenté consistait de vétérans ayant repris du service dans la marine, du personnel de la « British Baltic Fishery Protection Service » (groupe de patrouilleurs Klose), et de l'ensemble des garde-côtes. Les équipages ont été entraînés déjà pendant la construction par les fabricants de l'équipement. Ainsi, une partie du personnel des machines a été envoyée se former chez Daimler-Benz et Maybach, et les équipages ont fait des visites de la construction, voire des cours sur les chantiers. Après la livraison, ces équipages accomplissaient la réception et le rodage des machines dans le cadre du commandement des tests de navires.
Les bateaux ont reçu des numéros consécutifs, précédés d'un « S », ainsi que le nom de l'espèce d'animal éponyme, peints sur des tableaux sur le château ; en outre, ils portaient un numéro OTAN sur la coque, avec la lettre « P » (pour patrouilleur) et un numéro à 4 chiffres (v. revue des bateaux). Les patrouilleurs, à la différence des autres unités de la marine, ont été peints en gris clair jusqu'à 1973.
Les escadres de patrouilleurs étaient (à part les escadres de déminage) les premières unités de combat complètement constituées de la marine, ce pourquoi elles ont été immédiatement soumises à l'OTAN, pour être intégrées aux structures de commandement internationales, et mettre à l'épreuve la collaboration des états-majors. La pression pour construire rapidement des unités était si grande que les premiers bateaux de la 3e escadre ont été mis en service sans canons ni radars. Les patrouilleurs de la classe Jaguar ont fait escale au cours du temps dans de nombreux ports des états de l'OTAN voisins. Souvent, c'étaient les premières visites de forces armées allemandes à l'étranger après la guerre. La 5e escadre de patrouilleurs a été dissoute après sa mise à disposition de l'OTAN, et en tant que telle a entrepris de grands voyages vers des manœuvres militaires, par exemple vers la Norvège du nord, dans le golfe de Gascogne et en Méditerranée.
Les escadres de la Baltique mettaient constamment au moins un bateau dans l'« observation rapprochée tactique », qui se tenait dans la sortie de la Baltique vers l'océan, observait les mouvements éventuels des flottes des pays du pacte de Varsovie, et filait par exemple au passage les sous-marins soviétiques — qui ne pouvaient pas y plonger. Un autre bateau était préparé pour servir de remplacement, par exemple en cas de problème technique.
Tout d'abord, dans les premières années, il y a eu des incidents répétés, non signalés officiellement, avec des unités du pacte de Varsovie, comme des passages provocants, rapprochés et rapides, jusqu'à des collisions, des tirs « par erreur », des aides à la fuite des ports de l'Allemagne de l'Est, et autres,.
La collaboration étroite et la vie commune à l'étroit de tous les grades et de toutes les spécialités favorisait des rapports spéciaux au sein des équipages et du système d'armes constitué par le patrouilleur. Beaucoup d'officiers de la marine fédérale recevaient aussi leur première expérience de commandement sur les patrouilleurs, comme ces derniers nécessitaient un commandant de grade relativement peu élevé. C'est pourquoi les bateaux Jaguar ont fondé une réputation spéciale pour les patrouilleurs au sein de la marine fédérale.
Bientôt, l'armée fédérale a commencé à réfléchir à des améliorations des bateaux. Chacun des bateaux était pratiquement consacré à l'essai de nouveaux systèmes. Les escadres en étaient soumise à un secret rigoureux.
C'est ainsi que le Pélican a été consacré à l'essai de nouveaux systèmes radars et antiradars, et parfois équipé de radars de conduite de tir surdimensionnés comme ils sont sur les destroyers. Avec ces équipements, les résultats de coups au but de la DCA étaient remarquables, mais les bateaux en étaient surchargés par le haut, et instables. Le Vautour a reçu provisoirement une toute nouvelle construction de pont et un mât télescopique pour son radar afin d'essayer une installation de protection NRBC. En même temps que le Pélican, il a reçu une couverture de matière synthétique pour diminuer la réflexion des ondes radar, mais elle ne se montra pas assez solide.
Le Cormoran a conduit des essais de nouvelles torpilles, comme celles destinées à la classe suivante, la DM 2 A1 filoguidée. C'est pourquoi on a monté deux tubes lance-torpilles dirigés vers la poupe. Le Butor a accompli de grands tests de moteurs, notamment un essai de longue durée de 10 000 h,,.

### Chronologie des escadres
La numérotation des escadres de la marine fédérale n'a rien à voir avec la date de mise en œuvre ; traditionnellement, les escadres à numéros pairs sont stationnées en mer du Nord, et celles à numéros impairs en Baltique. Ainsi, la 3e escadre de patrouilleurs rapides a été déployée avant la 2e. Mais, en 1970, tous les patrouilleurs rapides ont été concentrés en Baltique, si bien que le rapport entre numéros et ports d'attache n'était plus pertinent pour les patrouilleurs rapides. Dans la suite ne sera évoquée que la suite des diverses escadres de patrouilleurs rapides où figuraient des bateaux de classe Jaguar.
3e escadre de patrouilleurs rapides
La 3e escadre de patrouilleurs rapides a été lancée le 1er octobre 1957 à Flensbourg-Mürwik sous les ordres du korvettenkapitän Haag. Le premier bateau mis en service a été, 16 jours plus tard, le Jaguar (S 1). Jusqu'au 7 juillet 1959 ont suivi les neuf bateaux suivants. Tous les bateaux ont reçu des noms de fauves terrestres. Dès octobre 1958, les bateaux déjà arrivés prenaient part à leurs premières manœuvres. Ont suivi des visites à l'étranger, d'abord en Suède (Visby), France, Angleterre, Norvège et Danemark. Pour préparer le passage de l'escadre à des bateaux de la classe Tigre (148), les quatre bateaux les mieux en état (Loup, Putois, Tigre et Lion), ont été donnés à la 5e escadre. Celle-ci rendit quatre bateaux (Héron, Busard, Manchot et Grue), qui devaient être réformés les premiers avec ceux de la 3e escadre. Les équipages ont alors été échangés, si bien qu'ils sont restés dans leur escadre précédente. De fin 1972 à début 1974 a suivi la réforme des bateaux de la classe Jaguar de la 3e escadre de patrouilleurs rapides,,.
2e escadre de patrouilleurs rapides
La 2e escadre de patrouilleurs rapides a été lancée le 1er juin 1958 sous les ordres du fregattenkapitän  Meyering à Wilhelmshaven. Le premier bateau, Pygargue (S 6), arrive le 3 septembre 1958 à Wilhelmshaven. Les autres bateaux arrivent jusqu'à novembre 1959. Tous les bateaux reçoivent des noms d'oiseaux. Le 1er novembre 1970 a lieu un changement d'affectation vers la Baltique à Olpenitz, près de la 5e escadre. D'avril 1975 à décembre 1976, les bateaux de la classe Pygargue ont été réformés. Ils ont été remplacés par des bateaux de la classe Albatros (143),,.
5e escadre de patrouilleurs rapides
La 5e escadre de patrouilleurs rapides a été mise sur pied le 1er octobre 1959 à Neustadt in Holstein sous les ordres du korvettenkapitän Klaus-Jürgen Thäter. Quatre semaines plus tard, son premier bateau, le Busard (S 15) était mis en service. En février 1961, arriva le Butor (S 21), le dernier bateau de l'escadre. Tous les bateaux de l'escadre ont reçu des noms d'oiseaux. Fin 1961, l'escadre a été soumise à l'OTAN. Il s'est ensuivi des participations annuelles à des manœuvres, et divers voyages vers l'étranger, vers la Belgique, le Danemark, la France, la Grande-Bretagne, les Pays-Bas, la Norvège, l'Irlande et l'Espagne (parfois plusieurs fois). Le 1er février 1968, l'escadre a été déplacée vers Olpenitz. En 1971, il y eut un échange de bateaux avec la 3e escadre (voir celle-ci). De mi-1974 à fin 1975, les bateaux Jaguar ont été réformés, et remplacés par des bateaux de la classe Tigre (148),.

#### Événements particuliers

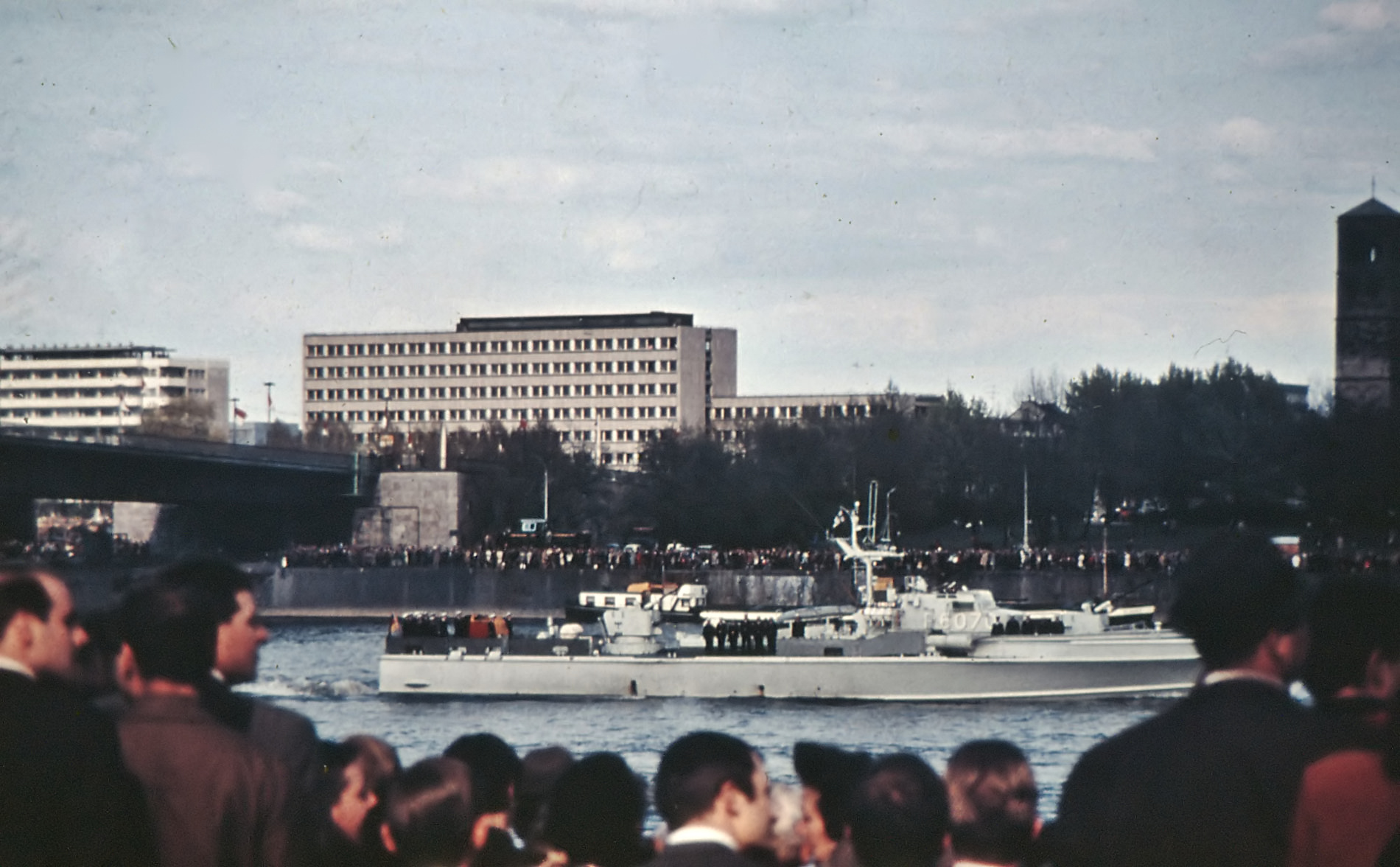
Transfert du cercueil de Konrad Adenauer le 25 avril 1967 par le Condor sur le Rhin

- Dans des trajets à haute vitesse et en formation serrée, il y a souvent eu des collisions. D'habitude, cela ne provoquait que de petits dommages sur la proue et la poupe des bateaux concernés. Par exemple : 
  - en 1959, Panthère avec Loup, où le premier a été tellement endommagé à mi-longueur que trois compartiments se sont remplis et qu'il a failli couler.
  - en 1961, Albatros avec Vautour, et la même année aussi, Condor avec un bateau-cible.
  - en 1965, Vautour à nouveau, cette fois avec un cargo civil dans le Canal de Kiel.
  - en 1966, Loup encore, cette fois contre Lynx.
  - en 1969, Manchot contre Pingouin
  - en 1970, Busard contre Héron
  - en 1974, Pie contre Butor, si bien que ce dernier a été mis hors service prématurément.
- en 1964, la salle de machines de Cormoran est incendiée[21].
- le 25 avril 1967, Condor, accompagné de Pygargue et d’Épervier, de la 2e escadre de patrouilleurs rapides, a transféré feu le chancelier fédéral Konrad Adenauer dans son cercueil des obsèques nationales dans la cathédrale de Cologne vers son inhumation à Königswinter/Rhöndorf[12],[18],[22],[23].

#### Parrainages
Au cours des années, des parrainages ont été conclus entre divers patrouilleurs rapides et localités de la République Fédérale. L'initiative en revenait la plupart du temps à des personnes individuelles, qui avaient une relation personnelle aux patrouilleurs, ou inversement aux localités. En règle générale, cela débouchait sur des visites de membres des équipages dans les villes parraines, et des contre-visites de délégations sur les bateaux. Les visites des bateaux eux-mêmes dans les villes parraines n'étaient pas possibles, parce qu'il s'agissait en général de localités à l'intérieur des terres. Les parrainages étaient liés aux noms (officieux), et non aux numéros officiels des bateaux, et ont été transférés aux bateaux suivants des classes 148 et 143 de même nom. Ils ne terminaient qu'avec la réforme du dernier porteur du nom, parfois après 40 ans d'existence.
Pendant le service de la classe Jaguar ont eu lieu les parrainages suivants dans la marine fédérale : 
- Dans la 2e escadre de patrouilleurs rapides
  - Albatros Remscheid
  - Griffon Mannheim
  - Condor Mönchengladbach
  - Pygargue Bocholt
  - Épervier Münster

- Dans la 3e escadre de patrouilleurs rapides
  - Jaguar Einzeltum (Palatinat)
  - Léopard Moers
  - Lion Celle
  - Lynx Dirmstein
  - Panthère Ludwigshafen
  - Tigre Osterode am Harz

- Dans la 5e escadre de patrouilleurs rapides
  - Butor Andernach
  - Pie Worms
  - Grue Münster-Hiltrup
  - Cigogne Rüdesheim am Rhein
  - Busard Aschaffenbourg

### Vue d'ensemble et séjour des bateaux
Après la réforme des bateaux de 1972 à 1976 beaucoup de bateaux sont restés quelque temps dans l'arsenal de la marine. Puis ils ont été largement cédés à des partenaires de l'OTAN, où ils sont restés en service parfois encore plus longtemps qu'ils n'étaient restés dans la marine fédérale. Certains bateaux ont aussi été vendus à des entreprises privées et transformés pour des usages civils.
Beaucoup des bateaux sont au total restés en service plus de 30 ans, certains même plus de 40 ans (Pygargue : 46 ans), une très longue vie compte tenu de la construction légère et des moteurs optimisés pour les performances.
Des patrouilleurs rapides allemands déclassés ont été utilisés à plusieurs reprises pour le trafic de drogue avec l'Amérique du Sud, apparemment ceux de la classe Zibeline (142). Il ne peut être exclu que des Jaguars n'aient pas été utilisés à cette fin.

#### Classe 140
Après leur réforme de 1972 à 1975, dix bateaux ont été cédés à la Turquie dans le cadre de l'aide militaire de l'OTAN. Sept des bateaux ont été affectés à la première flottille de bateaux d'attaque comme classe Fırtına. Trois bateaux n'ont servi que comme réserves de pièces de rechange. La Turquie a réformé les deux derniers bateaux en 1993. La société fédérale VEBEG a vendu huit bateaux directement à des firmes privées. Les chantiers Eberhard à Arnis ont transformé la plupart en yacht motorisés pour l'usage civil. On ne connaît pas le destin final de certains des bateaux. Un autre bateau a été cédé à la France pour servir de bateau-cible et a fini par y être coulé. La Grue était jusqu'en 2006 partie de l'exposition du musée de la marine allemand à Bremerhaven, puis, complètement négligé, a été vendu par la VEBEG à une entreprise de démolition danoise.
| N° OTAN | N° All. | Nom      | Mise en service | Réforme    | Destinée |
| ------- | ------- | -------- | --------------- | ---------- | --- |
| P6059   | S 1     | Jaguar   | 16/11/1957      | 22/6/1973  | Transformation yacht (Lina III) par Eberhard, Arnis.                                                                                        |
| P6058   | S 2     | Putois   | 19/12/1957      | 31/1/1975  | Marine turque : bateau-cible, puis réserve de pièces.                                                                                       |
| P6062   | S 3     | Loup     | 12/2/1958       | 21/3/1975  | Marine turque P335 Yıldız j. 17/6/1993. |
| P6061   | S 4     | Lynx     | 27/3/1958       | 1/12/1972  | Firme Kusch, Hambourg; puis transformation yacht par Eberhard, Arnis (échec ?)                                                              |
| P6060   | S 5     | Léopard  | 20/5/1958       | 28/5/1973  | Firme Hirdes, Kiel; puis (1987) transformation yacht (Heli I) par Eberhard, Arnis.                                                          |
| P6065   | S 12    | Lion     | 5/2/1959        | 25/4/1975  | Marine turque P332 Kalkan, j. 20/7/1981 |
| P6066   | S 13    | Renard   | 17/3/1959       | 13/7/1973  | Chantier Eberhard, Arnis pour démolition |
| P6067   | S 14    | Martre   | 7/7/1959        | 2/6/1972   | Firme Kusch, Hambourg; puis transformation yacht par Eberhard, Arnis. Basé en Méditerranée, a servi pour des fugitifs du Liban vers Chypre. |
| P6082   | S 15    | Busard   | 28/10/1959      | 5/7/1972   | Part. démoli en Allemagne. France, bateau-cible. Repos à Toulon j. 1986, puis coulé.                                                        |
| P6083   | S 16    | Grue     | 19/12/1959      | 2/11/1973  | J. 2006 exposé au musée de la marine, Bremerhaven, puis démoli.                                                                             |
| P6085   | S 17    | Cigogne  | 12/3/1960       | 29/3/1974  | Marine turque P331 Tufan, j. 24/2/1988 |
| P6087   | S 18    | Geai     | 5/4/1960        | 15/12/1974 | Marine turque P333 Mızrak, j. 17/6/1993 |
| P6088   | S 19    | Pie      | 8/7/1960        | 19/7/1974  | Chantier Eberhard, Arnis |
| P6089   | S 20    | Héron    | 15/8/1960       | 21/8/1973  | Marine turque, réserve de pièces détachées.                                                                                                 |
| P6091   | S 21    | Butor    | 4/2/1961        | 22/3/1974  | Transformation yacht par Eberhard, Arnis; actuellement prob. dans le golfe Persique                                                         |
| P6090   | S 22    | Manchot  | 28/3/1961       | 14/12/1972 | Brièvement BWB 6090 avec équipage civil, station d'essais 71, puis marine turque P336 Kılıç, j. 31/12/1988                                  |
| P6063   | S 23    | Tigre    | 15/10/1958      | 20/12/1974 | Marine turque P334 Karayel, j. 20/7/1981 |
| P6064   | S 24    | Panthère | 12/12/1958      | 1/3/1973   | Chantiers Eberhard, Arnis |
| P6084   | S 29    | Pingouin | 14/1/1960       | 6/8/1974   | Marine turque réserve de pièces détachées                                                                                                   |
| P6086   | S 30    | Pélican  | 30/3/1960       | 31/5/1974  | Marine turque P330 Fırtına, j. 1985 |

,,,Les temps de retrait temporaire du service, p. ex. pour la réparation après avarie, ne sont pas pris en compte ci-dessus et ci-après.

#### Classe 141
Les bateaux ont été réformés en 1975 et 1976 et cédés à la Grèce. Là, sept bateaux ont été remis en service. Trois unités n'ont servi que de réserve de pièces détachées. Les deux derniers bateaux ont été réformés en 2005,. Les autres bateaux ont été peu à peu utilisés comme réserves de pièces de rechange pour les bateaux encore en activité, et les coques vendues à des entreprises de démolition.
La tentative d'une initiative privée de racheter le bateau typique après réforme pour des buts muséographiques, a échoué en raison de la forte dégradation de la coque, et à cause de moyens insuffisants pour le transporter en 2006.
| N° OTAN | N° All. | Nom      | Mise en service | Réforme    | Destinée                                                                          |
| ------- | ------- | -------- | --------------- | ---------- | --------------------------------------------------------------------------------- |
| P6068   | S 6     | Pygargue | 29/8/1958       | 30/7/1976  | Marine hellénique, P50 (j. 1980: P196) Esperos (ΕΣΠΕΡΟΣ) 1977-2004                |
| P6069   | S 7     | Albatros | 27/1/1959       | 19/12/1975 | Marine hellénique, réserve de pièces détachées                                    |
| P6070   | S 8     | Condor   | 24/2/1959       | 25/7/1976  | Marine hellénique, P54 (P228) Lailaps (ΛΑΙΛΑΨ) 1977-2004                          |
| P6071   | S 9     | Griffon  | 3/3/1959        | 1/12/1976  | Marine hellénique, P53 (P199) Kyklon (ΚΥΚΛΩΝ) 1976-2005                           |
| P6072   | S 10    | Faucon   | 14/4/1959       | 26/9/1975  | Marine hellénique, P51 (?) (P197) Kataigis (ΚΑΤΑΙΓΙΣ) 1976-1981, incendie (1979). |
| P6073   | S 11    | Vautour  | 3/6/1959        | 27/6/1975  | Marine hellénique, P56 (P230) Tyfon (ΤΥΦΩΝ) 1976-2005                             |
| P6074   | S 25    | Buse     | 21/3/1959       | 28/11/1975 | Marine hellénique, réserve de pièces détachées                                    |
| P6075   | S 26    | Autour   | 21/6/1959       | 24/9/1976  | Marine hellénique, P52 (P198) Kentauros (ΚΕΝΤΑΥΡΟΣ) 1977-1995                     |
| P6076   | S 27    | Épervier | 1/7/1959        | 27/2/1976  | Marine hellénique, réserve de pièces détachées                                    |
| P6077   | S 28    | Cormoran | 9/11/1959       | 26/11/1976 | Marine hellénique, P55 (P229) Scorpios (ΣΚΟΡΠΙΟΣ) 1977-1995                       |

,,,,,,

## Concept d'engagement

### Mission
La mission des escadres de patrouilleurs rapides allemands était la surveillance et la défense du domaine maritime dans la mer du Nord et la Baltique, jusqu'à la côte norvégienne. En cas de guerre, ils auraient dû accomplir en premier lieu trois tâches, en collaboration avec les autres unités de la marine.

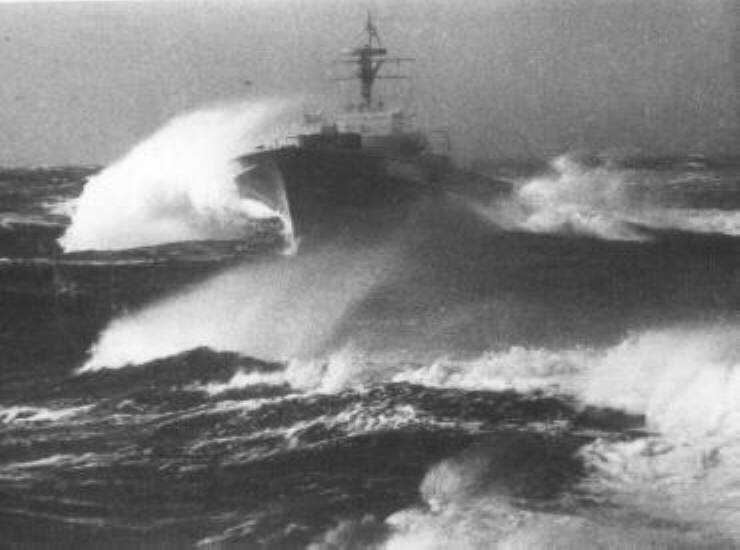
Les bateaux Jaguar sortaient aussi par mauvais temps.

- Empêcher les forces maritimes du Pacte de Varsovie de déplacer des unités de la flotte de la Baltique vers celle de la mer du Nord (Atlantique).
- Assurer l'accès maritime aux ports allemands de la mer du Nord avant tout pour assurer les renforts et le ravitaillement en provenance des États-Unis.
- Défendre les côtes de l'Allemagne, du Danemark et de la Norvège contre des opérations de débarquement ennemies[35].

Conformément au concept OTAN de défense maritime avancée, les bateaux devaient attaquer les forces ennemies dès leur approche dans le domaine maritime étendu.
La situation de menace, avant tout par la flotte soviétique baltique, et la planification de l'OTAN pour la mise en œuvre de la marine fédérale ont changé au cours du temps, si bien que les buts mentionnés ci-dessus ont reçu des poids différents à des temps différents, et devaient être atteints par des moyens différents, mais fondamentalement, ils sont restés maintenus.
Au début, en Baltique, le but était de s'emparer de la maîtrise de la mer en Baltique occidentale. Ceci devait réussir au moins jusqu'au niveau de Rügen, ou au moins provisoirement jusqu'à Bornholm à peu près, pour couvrir les opérations amphibies nationales, et ceci devait en outre perturber le passage des bateaux de l'ennemi et y fixer de ses forces. Comme il fallait compter dans cette région avec une supériorité aérienne de l'ennemi, on considérait comme impossible d'attaquer avec de plus grosses unités comme des destroyers. Il fallait entreprendre cette tâche uniquement avec des sous-marins et des patrouilleurs rapides. On ne pouvait pratiquement pas attendre de soutien des partenaires de l'OTAN dans ce domaine. Cest pourquoi les bateaux ont reçu un armement anti-aérien puissant pour leur taille. Comme la possibilité était envisagée de ne pas pouvoir atteindre ce but, et que l'on pourrait être refoulé dans la Baltique, la capacité de mouillage de mines des bateaux était pensée afin de pouvoir protéger les côtes et les voies d'accès par des barrages de mines importants, posés en collaboration avec les autres moyens de mouillage de mines.
Mais, dès les années 1960 se manifesta une telle supériorité de la flotte baltique du Pacte de Varsovie, que le but d'une maîtrise maritime est parue de plus en plus irréaliste, et que seuls paraissait accessible le barrage des détroits d'accès à la Baltique et la couverture des côtes. Une tâche importante a aussi été attribuée aux patrouilleurs rapides de la classe Jaguar : la lutte contre les patrouilleurs lance-missiles, qui sont apparus comme une grande menace des navires occidentaux. Le mouillage de mines avant tout dans la passe de Gedser, qui débouche dans la Kadetrinne, est resté une tâche supplémentaire importante. Progressivement, l'OTAN n'a plus considéré comme vraisemblables des opérations d'attaque maritime importantes par le Pacte de Varsovie dans le domaine de la Baltique, et a ainsi qualifié le domaine d'intervention des patrouilleurs rapides comme une scène accessoire. À partir du milieu des années 1960, jusqu'à leur remplacement par des patrouilleurs rapides lance-missiles, la mise en sécurité pour les tâches énumérées par les patrouilleurs rapides de la classe Jaguar, puis les dix bateaux de la classe Zibeline, ont été considérés de façon de plus en plus critique.
Dans le domaine de la mer du Nord, on a vu la nécessité de pouvoir largement la protéger indépendamment comme voie importante d'accès, car on considérait la marine norvégienne comme trop faible pour cela. Il était prévu à cette fin des bateaux de haute mer, come des destroyers et des frégates, mais des patrouilleurs rapides devaient pouvoir les y soutenir. Vu leur infériorité technique, les patrouilleurs rapides devaient être renforcés en nombre, et rassemblés dans la Baltique. À partir de 1970, il n'y a plus de patrouilleur rapide basé dans la mer du Nord.

### Tactique
Pour l'attaque à la torpille, les bateaux doivent se rapprocher de leur cible à vitesse maximale, en formation serrée pour ne pas donner aux radars ennemis des signatures individuelles identifiables. Seulement peu avant la cible il faut ouvrir la formation, pour pouvoir tirer les torpilles non guidées d'une distance aussi faible que possible (5 500 m). Pendant ce temps-là, le silence radio et radar doit être observé.

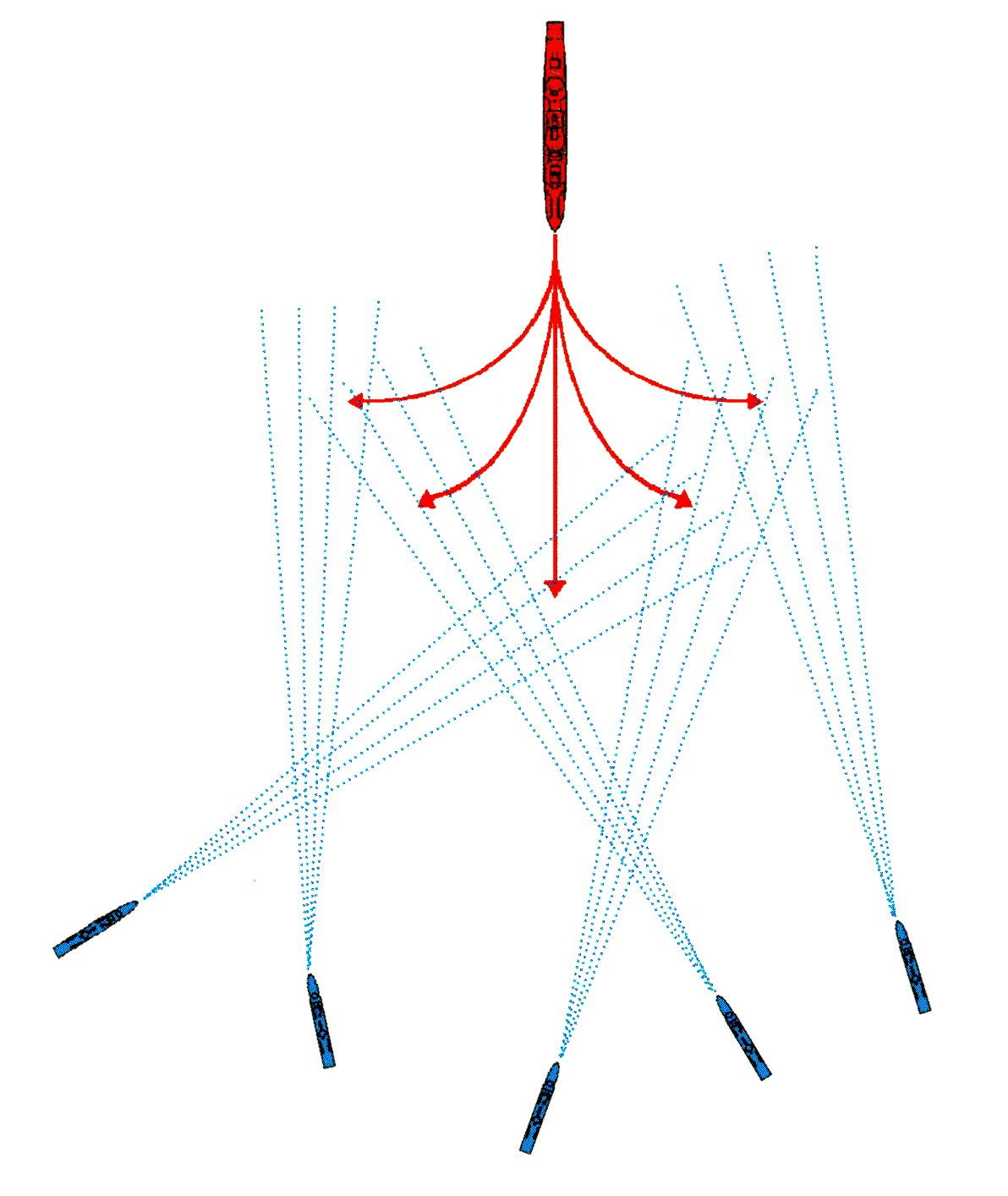
Représentation schématique de la distribution des coups selon le disque de calcul dans une attaque frontale de division de patrouilleurs rapides.

Pour les attaques sur des cibles défendues, comme des navires plus grands, lourdement armés, il était prévu de faire intervenir plusieurs bateaux, jusqu'à une escadre (7 à 10 bateaux), qui auraient tiré de plusieurs directions des éventails de torpilles sur la cible. Il revenait aux commandants de division et de peloton, de manœuvrer leurs groupes de bateaux en positions de tir synchronisées. Les trajectoires des coups et les réglages des torpilles étaient atteints dans cette attaque directe à partir du poste de tir des torpilles sur la passerelle. À partir de 1964, celui-ci a été complété par le soi-disant « disque de calcul tactique des torpilles », qui permettait à chaque bateau de déterminer la meilleure distribution pour sa position dans la formation d'attaque, au sein des espaces d'évitement. Les plans d'attaque étaient disposés de telle sorte que la cible ne pouvait pas éviter, même par des manœuvres d'évitement, le domaine des trajectoires de torpilles. Ceci signifiait que certains bateaux devaient viser consciemment à côté du but. Pour des cibles peu armées, par exemple des bateaux de débarquement, une escadre aurait pu attaquer en une seule fois plusieurs cibles proches l'une de l'autre. Selon la cible, les torpilles étaient réglées pour une certaine profondeur de route, et si nécessaire, des modifications de route. La disposition en éventail des tubes lance-torpilles faisait une distribution des torpilles, et aurait augmenté la probabilité de coups au but — même en cas de manœuvre d'évitement du bateau attaqué,,.
Comme les bateaux n'avaient aucun blindage notable, il leur fallait contrer le feu de défense par la surprise, les changements de direction et la grande vitesse, afin de rendre plus difficile à l'ennemi de pointer ses pièces. L'obscurité offrait les meilleures conditions d'attaque, quand la visée optique par l'ennemi n'était pas possible. Les expériences de la seconde Guerre mondiale montraient que les attaques de jour sur des formations protégées se soldaient par de lourdes pertes. Mais, vu la technique radar qui se développait, et en particulier la conduite de tir dirigée par radar, l'obscurité n'offrait plus guère de protection.

### Conduite
Les bateaux de la classe Jaguar étaient réunis en trois escadres de dix bateaux chacune. À chaque escadre était affecté en outre un ou deux bateaux de ravitaillement (tender), et le bateau de commandement. Les commandants d'escadre étaient responsables disciplinaires au niveau d'un chef de bataillon, et normalement leur grade était capitaine de frégate.
Comme certains bateaux étaient presque toujours détachés pour essais ou pour passage au chantier naval, en action une escadre disposait la plupart du temps de huit ou neuf bateaux, s'articulait en deux divisions, qui pouvaient encore se subdiviser en peloton de deux bateaux chacun. L'escadre et la première division étaient conduits par le commandant d'escadre, la deuxième division par son remplaçant ; les pelotons étaient commandés par le commandant le plus ancien du peloton.
En formation serrée, les bateaux ne disposaient d'abord que d'un radar de navigation, un transmetteur Morse et une radio voix. La centrale de position était la boîte à cartes. Cette installation a été au cours du temps complétée par des radios UHF et une table traçante semi-automatique Nedinsko pour le calcul de trajectoire et la représentation de la position,.
Au sein d'un bateau, la communication avait lieu par un système téléphonique, d'abord incomplet, puis étendu à tous les postes.
Les bateaux de ravitaillement (tenders) de la classe Rhin (classe 401) affectés à partir de 1962 aux escadres ont joué un rôle important pour la mise en action des bateaux. Dans les manœuvres hors des points d'attache, l'approvisionnement et l'hébergement des équipages étaient jusqu'alors un problème important. Les tenders étaient non seulement une plate-forme d'approvisionnement, mais ils pouvaient aussi combler les manques dans l'armement des bateaux pour la protection de la formation au point de ravitaillement. Dans ce but, ils disposaient de 2 tourelles de 100 mm, d'un canon de DCA de 40 mm et d'une installation de sonar pour la localisation des sous-marins. Il avait été tout d'abord envisagé d'entraîner les tenders d'escadre  dans les zones de combat, mais ceci fut rapidement abandonné, et les exercices de combat dirigés d'un bateau, le bateau de commandement. Néanmoins, les tenders, avec leurs liaisons radio, restaient un membre important de la liaison entre la direction de la marine du commandement de la flotte et l'escadre à la mer,.

## Équipage
L'engagement tactique comme la technique des bateaux ont placé de hautes exigences sur le niveau de formation de l'équipage, qui était composé presque pour la moitié d'officiers et d'officiers mariniers. Jusqu'au début des années 1960, les membres de l'équipage étaient exclusivement des contractuels, et après, la proportion des contrats de longue durée était relativement élevée sur les patrouilleurs rapides. Il était prévu que le commandant des bateaux soit un lieutenant de vaisseau, mais en fait cela pouvait aller d'enseigne de vaisseau de deuxième classe à capitaine de corvette. La plupart du temps, c'était un enseigne de vaisseau de première classe. Les commandants de bateau disposaient du pouvoir disciplinaire d'un capitaine de navire.
La composition nominale de l'équipage ne s'est que très peu changée au cours du temps. Initialement (ici par exemple, à la mise en service de S 21 Butor en 1961), elle consistait en : 
- 3 officiers : commandant, 1er officier de quart, 2e officier de quart (souvent aspirant pour sa formation).
- 2 premiers maîtres : technique, pont.
- 12 seconds maîtres : 4 × moteurs, 2 × pont, électricien, passerelle, radar, artillerie, torpilles, radio.
- 21 matelots : 4 × moteurs, 4 × pont, 3 × artillerie, 2 × torpilles, 2 × électro, 2 × passerelle, radar, radio, signaux, cuisine.

Plus tard a été rajouté un officier technicien du bateau, et le premier maître technique est devenu chef de section moteurs. Pour cela, le 2e officier de quart a disparu. Cependant, il est resté constamment un manque crucial d'officiers formés convenablement, même après l'introduction de la carrière d'« officiers de service militaire spécialisé ». C'est ainsi que l'on ne pouvait souvent pas obtenir que chaque division d'escadre ait un officier de service militaire spécialisé au grade de lieutenant de vaisseau. Les autres postes étaient remplis par des premiers maîtres expérimentés.
En tout, le manque de personnel qualifié qui est survenu à partir de la fin des années 1960, n'a pu être que mal compensé, puisqu'au sein d'un bateau, il n'était presque pas possible de trouver un remplacement pour le personnel manquant.

### Logement
Le logement de l'équipage à bord des bateaux Jaguar était à l'étroit, mais habitable, et notamment muni d'un habillage en bois. Au port d'attache, les équipages ne pouvaient pas dormir à bord, mais jusqu'à l'affectation du nouveau point d'attache à Olpenitz en 1970, la situation des hébergements à terre était souvent insuffisante. Pendant les nombreuses manœuvres, les visites à l'étranger, et comme bateau de surveillance, il y avait à la disposition de l'équipage en tout 39 couchettes. Par les tenders attribués à partir de 1962 aux escadres, le service et l'approvisionnement des bateaux et des équipages en action, en manœuvres ou en escales à l'étranger ont été améliorés, il y avait même des possibilités d'y prendre des douches.
Sur la plage avant, se trouvait la chambre à  cartes avec six couchettes fixes et quatre à suspendre (pas des hamacs), pour les sous-officiers, ainsi qu'un espace de toilettes (environ 2 m2), et deux petites chambres avec deux couchettes chacune pour les officiers et les premiers-maîtres. La chambre du commandant était équipée d'une cuvette de toilette, d'un bureau et d'une double couchette superposée. Le deuxième lit était pour le commandant de l'escadre, quand celui-ci voyageait dans un des bateaux. Dans la chambre de passerelle de tribord se trouvaient encore une couchette et de petites armoires métalliques comme infirmerie (de voyage d'escadre), et possibilité de dormir pour le médecin ou infirmier d'escadre montant à bord pendant les actions. À l'avant était un logement pour les matelots spécialisés de pont, avec douze couchettes (Cave des héros), accessible par une écoutille étanche à partir du pont. Les logements en poupe n'étaient aussi accessibles que par une écoutille étanche à partir du pont. Il s'y trouvait à côté d'une pièce avec six couchettes pour l'équipage de la machine (les chauffeurs), la cambuse avec un réchaud électrique (de taille sous-marin), et un réfrigérateur grand pour l'époque, une chambre pour les sous-officiers (chambre à quatre), avec deux couchettes à étages et une autre petite pièce de toilette.

### Service à la mer
Les patrouilleurs rapides ont été conçus comme des soi-disant « bateaux à un seul quart », et c'est pourquoi il n'y avait pas comme sur des bateaux plus grands des quarts alternés. Pendant les trajets en condition de combat, on avait besoin de presque tout l'équipage, et il n'y avait aucune possibilité de quitter son poste pour plus d'un peu de temps. Les temps de repos étaient accomplis sur le poste de combat dans la mesure des besoins et des possibilités.
En cas d'intervention ininterrompue jusqu'à 72 h, l'effort psychique et physique atteignaient souvent la limite du supportable. Le commandant restait la plupart du temps sur la passerelle de l'appareillage à l'amarrage.
Hors des trajets en formation ou en manœuvre en condition de combat, ou ceux de convoyage ou de passage de détroit, tous les postes (comme les tourelles) n'étaient pas occupés, et un seul second-maître pouvait s'occuper des machines. Pour les membres de l'équipage libérés, il était posible de ménager des pauses de repos, et de permettre des séjours à la mer de plus longue durée. À ce moment, la chambre avant de l'équipage était fermée, à cause des risques de collision (cette chambre était particulièrement en danger lors des collisions), et les membres de l'équipage devaient pour l'essentiel se partager les dix couchettes de l'arrière.
L'activité à bord au port d'attache se déroulait avec tous les repas (petit-déjeuner, déjeuner et dîner), plus le jeudi le repas amélioré traditionnel. À la mer, s'ajoute encore aux repas normaux le soi-disant Veilleur de nuit, servi aux membres de l'équipage prenant leur quart à minuit. Ceci occupait complètement le cuisinier. Pendant les trajets, on lui assignait un aide tiré de l'équipage. Inversement, pendant les exercices de combat, le cuisinier avait un poste aux torpilles, et en outre il servait d'infirmier de bord. La table était mise et débarrassée par chacun des convives à son tour. L'épluchage des pommes de terre était une « manœuvre de tout le monde », à laquelle participait même parfois le commandant (selon son humeur). On mangeait dans la salle d'équipage arrière et dans la chambre à cartes.

### Service de quart
Hors des trajets, les bateaux au port étaient sécurisés selon les règles de veille de l'armée. La veille à bord des bateaux était assurée comme pour les autres corps de troupe par un sous-officier de service, un matelot de service et un machiniste de service (plus tard, sous-officier de sécurité de service). Elle était responsable du déroulement conforme de la routine à bord, comme le réveil, la cérémonie des couleurs, l'ordre et la surveillance des descentes à terre, le calme dans le bateau, l'état des pièces de l'équipage et de l'activité. Le sous-officier de service doit faire la nuit une ronde dans le bateau, et faire un rapport sur l'état du bateau à l'officier de garde.

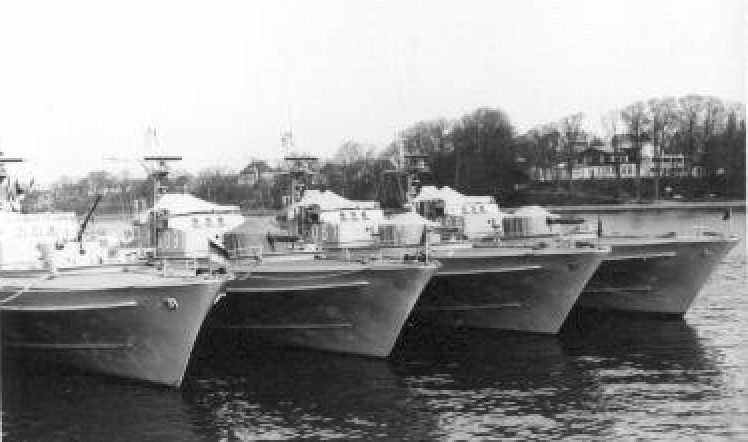
Environ 1960, bateaux de la 5e escadre de patrouilleurs rapides accostés ensemble dans le port de Neustadt.

Quand trois bateaux étaient amarrés ensemble, une garde armée, petite garde, était disposée à terre. Elle hissait la flamme Zéro OTAN. La garde extérieure consistait en second-maître de la garde, et de deux matelots de garde, sous le commandement de l'officier de garde. Ce dernier était notamment responsable du déroulement de la routine de garde.
À partir de quatre bateaux, il fallait établir une grande garde : un bateau avec tout son équipage à bord était de garde. Le bateau de garde se trouvait en état d'alarme, et l'équipage devait se trouver prêt à sortir rapidement.

## Technique
Les principales caractéristiques techniques sont mentionnées dans l’infobox en tête d'article. En intervention, le déplacement s'élevait à 210 t, respectivement 221 t. Le tirant d'eau était de 2,34 m resp. 2,39 m, toujours pour les classes 140 et 141. Si des torpilles de réserve, ou des mines, étaient embarquées, ces valeurs pouvaient être légèrement dépassées, ce qui diminuait la vitesse maximale. La vitesse accessible dépendait aussi évidemment de l'état de la mer. L'autonomie des bateaux dépendait du chargement, mais bien plus de la vitesse choisie. Par exemple, à 39 kn, l'autonomie était d'environ 500 M, mais montait pour 32 kn à 1 000 M. Les indications données sur les performances des moteurs représentent des valeurs maximales, que l'on n'atteignait pas durablement. Sur la durée, on pouvait atteindre 39 kn, ce qui correspondait à une puissance des moteurs de 10 000 ch.

### Coque
Les patrouilleurs rapides de la classe Jaguar étaient comme presque tous les patrouilleurs rapides allemands des bateaux à moteurs Diesel, avec une coque à simple courbure, et un tableau arrière plan. Ils étaient de construction composite, avec des bordages à franc-bord en double diagonale sur des membrures de métal léger. Les bordages étaient constitués d'une couche diagonale de bois léger de 0,7 cm collée entre deux couches d'acajou de 2,5 cm d'épaisseur. Ceci rendait les bateaux légers, rigides et largement insensibles aux mines magnétiques. Pour améliorer la sécurité de la flottaison, dix cloisons étanches partageaient le bateau. Les onze compartiments ainsi formés étaient numérotés de l'arrière vers l'avant. Les quelques superstructures étaient faites de métal léger, seules la passerelle et les tourelles étaient légèrement blindées par 1 cm d'acier.
En tant que quillards, ils ne déjaugeaient pas, même à haute vitesse, contrairement aux dériveurs, susceptibles de glisser à la surface de l'eau à haute vitesse. Ceci limitait certes leur vitesse maximale, mais rendait les bateaux relativement insensibles à une mer forte, si bien qu'ils étaient tout  à fait capables d'être mis en œuvre dans une mer de force 6.
La coque était si bien dessinée et les machines disposées de façon telle que les formules classiques de calcul pour la vitesse de coque de quillards ont été déjouées, ce qui permettait des vitesses jusqu'à la limite de cavitation, c'est-à-dire pour cette classe de bateaux, selon le chargement, de 40 à 45 kn. Les propriétés de route en étaient également améliorées. Une quille d'arrêt et l'arête de la poupe, ainsi que l'hydrodynamique étaient accordés de telle sorte que la plongée de la poupe et la hauteur du sillage étaient efficacement diminuées comme dans les effets d'aspiration d'autres coques à arrière pointu. En outre, les proportions de la partie sous-marine de la coque étaient dessinées de façon que selon la disposition des vagues, et l'aplatissement cité du sillage, les vagues d'étrave et l'écoulement du sillage ne s'influençaient pas.
La construction en bois s'est avérée très robuste, mais coûteuse en entretien. Par temps de gel, la mise en œuvre des bateaux était limitée, car même une glace fine pouvait endommager la coque.

### Disposition des machines
Les bateaux des séries 140 et 141 ne diffèrent que par la motorisation, où les moteurs utilisés ont d'abord la même puissance de 3 000 ch. Les quatre moteurs à 4 temps, avec suralimentation, sont démarrés à l'air comprimé. Les moteurs fonctionnent, dans la classe 140 avec un engrenage de démultiplication sur le corps du moteur, et un embrayage, et dans la classe 141, par un embrayage et un engrenage avec marche arrière sur l'arbre. Les arbres tournaient en sens inverse et étaient dirigés à 2° de l'axe du bateau (les internes vers l'intérieur, les externes vers l'extérieur). Les hélices à pas variable à trois pales ont pour la plupart des bateaux un diamètre de 1,15 m, sauf trois avec un diamètre de 1,12 m.
Les gaz d'échappement étaient dirigés sur le côté de la coque. À haute vitesse, les sorties se trouvaient sous la surface de l'eau, ce qui réduisait de façon importante les bruits d'avancement. Dans la phase de démarrage, les moteurs présentaient une production notable de gaz d'échappement et de suie, si bien qu'à poste au port, de l'eau de mer était pulvérisée entre les bateaux au moyen de tuyaux accrochés, pour empêcher le dépôt de suie et protéger les coques des bateaux amarrés à couple de la chaleur des gaz d'échappement. Les hommes affectés à cette tâche portaient souvent des masques à gaz, pour ne pas avoir à respirer sans protection l'air chargé d'huile.
Au niveau 5 de maintenance, les moteurs sont échangés et renvoyés au constructeur pour révision. C'est pourquoi le pont est construit de manière amovible au-dessus de la salle machines. Dans la foulée de cet entretien, a eu lieu l'échange des moteurs contre de plus puissants sur les bateaux de la classe 141.

#### Classe 140 (Mercedes)
Les bateaux de la classe 140 étaient équipés de quatre moteurs en V à 20 cylindres du type Mercedes-Benz MB 518 B de 3 000 ch chacun. Les blocs moteur étaient faits d'alliage léger résistant à l'eau de mer (Silumin), et avaient d'autres spécifications spéciales de construction pour l'économie de poids. Par exemple, les cylindres étaient construits en acier spécial, avec la chemise et la chambre de compression usinés d'une seule pièce. Les tubulures d'admission et d'échappement, et la chemise de refroidissement étaient soudés en tôle d'acier et reposaient sur une pièce intermédiaire existant sur le carter. En cas de réparation nécessaire (par exemple, grippage des pistons), tout le bloc concerné pouvait être tiré vers le haut, et le piston pouvait être démonté jusqu'au-dessous de l'axe du piston. Le poids à vide de chaque moteur était de 4 800 kg. Les moteurs étaient ainsi notablement plus légers, mais dans les premières années, ils ont provoqué quelques problèmes. D'abord, la consommation d'huile était trop importante. Les mesures prises pour atténuer cet inconvénient ont conduit à des problèmes mécaniques multipliés. Ceci a pu être compensé largement par diverses mesures. mais les moteurs sont restés plus exigeants en maintenance et exposés aux pannes  que ceux de la classe 141.
Les moteurs avaient des compresseurs d'air mécaniques et des engrenages de démultiplication montés sur le côté.
Pour la marche arrière, les moteurs étaient arrêtés et réglés pour tourner en sens inverse. Ceci n'était cependant possible qu'à l'arrêt, ou à faible vitesse.

#### Classe 141 (BateauxMaybach)
Les huit premiers bateaux de la classe 141 étaient équipés de quatre moteurs à 16 cylindres en V Maybach MD 871/30 en fonte grise de MTU Friedrichshafen. Chaque moteur avait deux compresseurs turbo mûs par l'échappement, et fournissait une puissance de 3 000 ch. Le poids à vide de chaque moteur était de 6 690 kg, et c'est pourquoi, et aussi en raison du poids supérieur des accessoires, que la classe 141 avait un poids total de 12 t supérieur à la classe 140, et n'atteignait une vitesse maximale que de 3 kn inférieure. Les deux derniers bateaux ont été équipés de moteurs MD 872, de puissance 3 600 ch, ce qui leur permettait de dépasser la vitesse maximale des bateaux Mercedes. Fin des années 1960, tous les bateaux ont été équipés des moteurs plus puissants. Ceci permettait plus que de compenser le retard en vitesse maximale, mais au prix d'une consommation supérieure en carburant, et donc d'un rayon d'action plus faible.
Les moteurs Maybach n'étaient pas réversibles, mais ils avaient pour cela un engrenage à sens arrière. Ici aussi, le passage n'était possible qu'à vitesse réduite,,.

### Équipements accessoires
- Pour l'alimentation en courant électrique, il y avait à bord deux générateurs Diesel à trois cylindres de 96 ch, (70 kW) chacun. Ceux-ci produisaient chacun 65 VA de courant alternatif au standard OTAN (440 V à 60 Hz)[59]. Des transformateurs fournissaient pour certains équipements aussi du 220 V, du 110 V et du 24 V. Ils servaient pour  la charge de divers accumulateurs, par exemple pour le démarrage de moteurs annexes, l'éclairage, les feux de position, etc.
- Pour la compression de l'air comprimé, il y avait deux compresseurs électriques à trois étages. Les bateaux avaient besoin d'air comprimé pour le démarrage des moteurs, pour le remplissage des torpilles et pour leur éjection des tubes.
- La direction avait lieu avec des moteurs électriques sur les deux gouvernes.
- Une annexe était un bateau pneumatique avec fond rigide et moteur hors-bord.
- Outre les gilets de sauvetage individuels, les moyens de sauvetage consistaient en trois radeaux de sauvetage gonflables[53].

### Armement

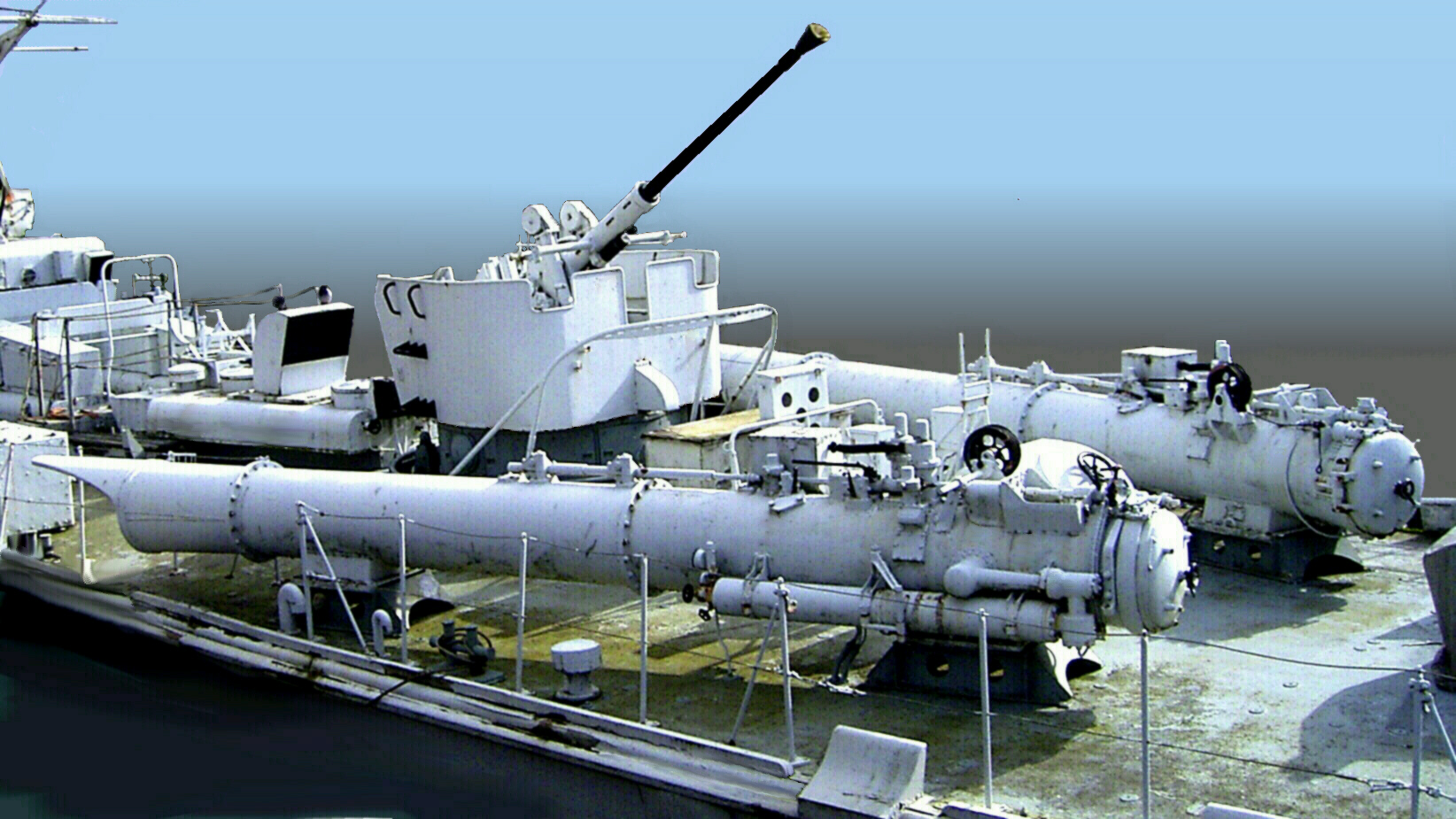
Tubes lance-torpilles et affût de 40 mm sur la plage arrière.
(Arrière-plan retouché)

#### Torpilles
L'armement principal des bateaux consistaient en quatre tubes lance-torpilles (ToRo M 1) de fabrication britannique (Saunders-Roe) de calibre 533 mm. Ceux-ci étaient dirigés à 10° (à l'avant) et à 15° (à l'arrière) de l'axe du bateau, et éjectaient tout droit les torpilles par air comprimé. Les directions de tir étaient définies avec une colonne de tir de torpilles Hagenuk MK 8 sur la passerelle, et à partir de 1962 avec un disque de calcul tactique pour torpilles.
Chaque tube emportait normalement une torpille, et sur les étagères de chargement derrière les tubes, on pouvait caser trois torpilles de réserve. À l'arrière, on ne pouvait emporter qu'une torpille supplémentaire, parce que la torpille de réserve reposait sur le châssis portant le treuil de déchargement des tubes.

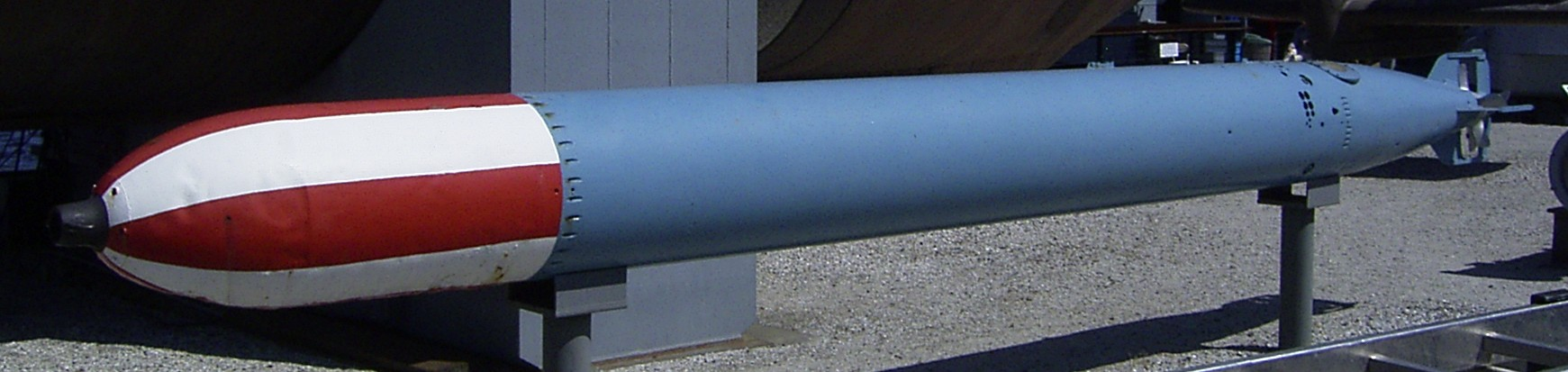
Torpille d'exercice G7a

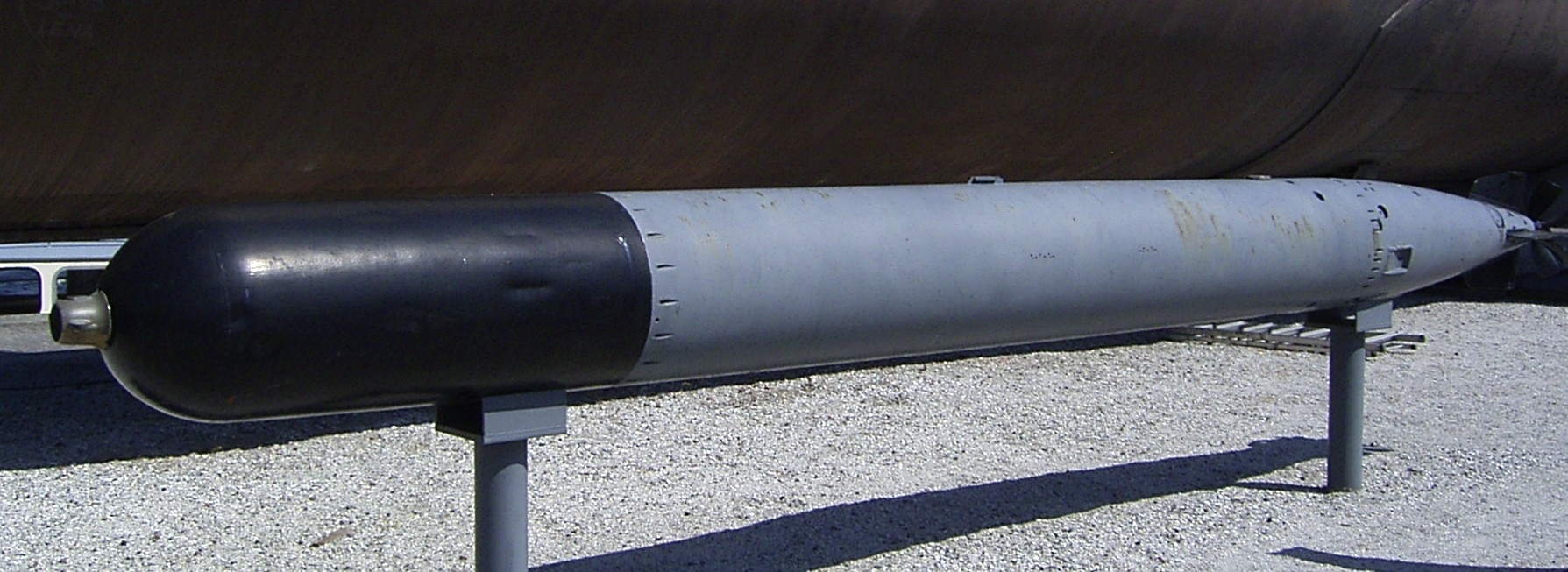
Mark VIII de la marine fédérale

On a utilisé des stocks restants de la torpille G7a, de portée 6 km à 44 kn, ainsi que des Mark VIII britannique, de portée 4,5 km à 45,5 kn,. Les torpilles n'étaient pas dirigées, c'est-à-dire qu'après le tir, elles ne pouvaient plus être dirigées du bateau, et qu'elles ne détectaient pas leur but par elles-mêmes. Elles avaient cependant une direction en profondeur, et un mécanisme par lequel on pouvait programmer des modifications de trajectoire simples. La plupart du temps, ce mécanisme servait à compenser l'obliquité de l'orientation des tubes, si bien que par exemple, une torpille avant de bâbord accomplissait après plongée un virage de 10° sur  tribord, pour continuer ensuite dans une direction parallèle à celle du bateau. Des coups à virages aigus ont été essayés dans les fjords norvégiens.

#### Artillerie
Les deux canons à tir rapide Bofors 40L70 de 40 mm étaient disposés sur des affûts ouverts MEL 58 sur la plage avant et entre les tubes lance-torpilles arrière. Ils devaient servir tout d'abord à la défense antiaérienne, mais pouvaient également tirer sur des cibles de surface. Les bateaux avaient à bord dans ce but 3168 coups d'une munition antiaérienne autoexplosive (DM 31) dans deux abris à munitions. L'abri à munitions avant, qui servait en même temps d'armurerie pour les autres armes, se trouvait dans le compartiment VIII, sous la passerelle de commandement. La munition pour l'affût arrière se trouvait dans le compartiment II.

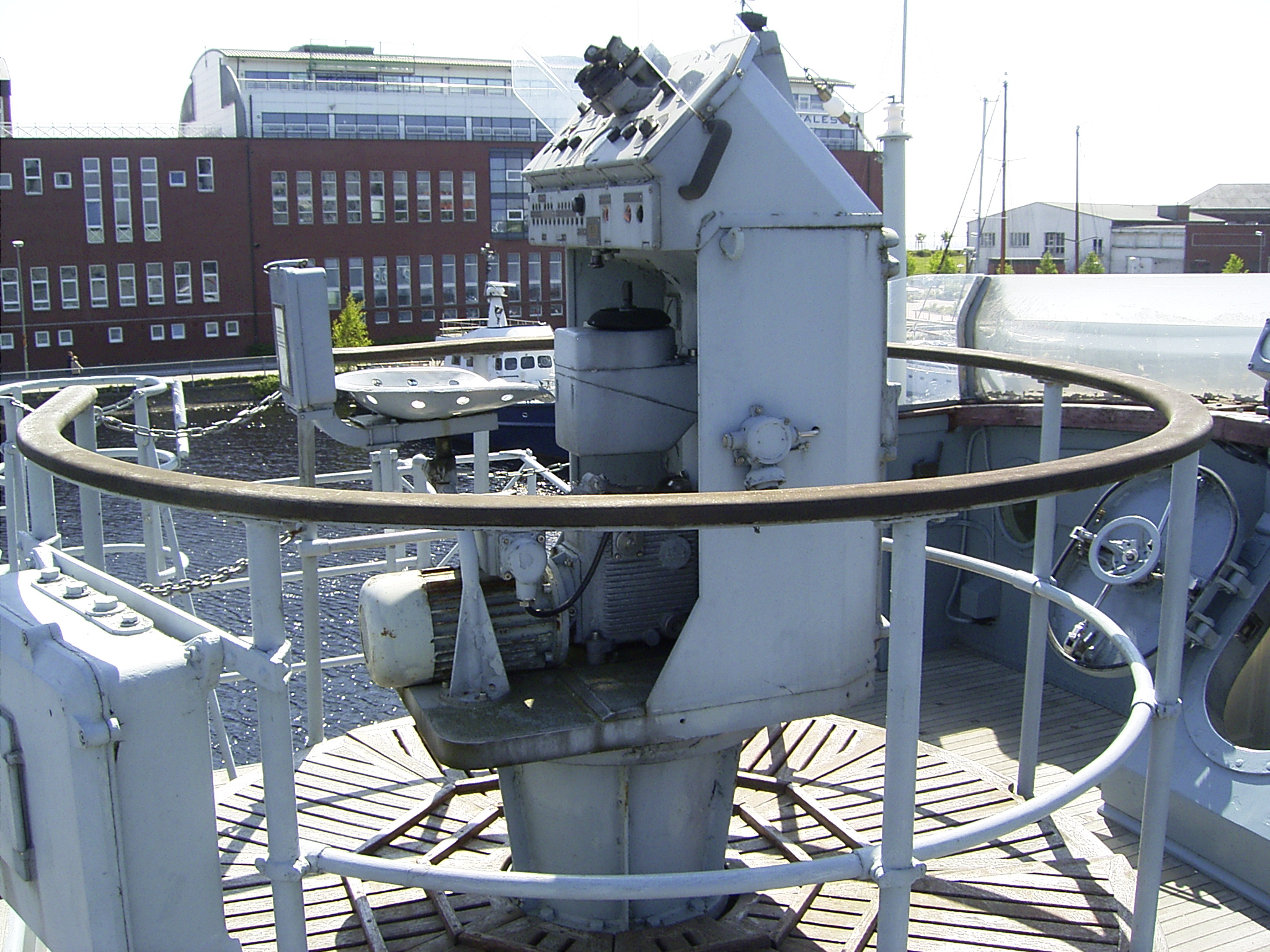
Guidage de tir optronique OGR 7 (ici d'un dragueur de mines (classe 320)

À la livraison, les affûts ne pouvaient être pointés que localement. Plus tard, un central de guidage de tir optronique (OGR 7 du constructeur italien « Officine Galileo ») ont été ajoutés derrière la barre, ce qui permettait de synchroniser les affûts. On pouvait aussi y reporter les résultats du repérage radar. L'officier d'artillerie était le 1er officier de garde. Les armes étaient automatiquement pointées selon les ordres du centre de guidage de tir, et le feu était commandé du central. Les servants n'avaient que la tâche de recharger. Mais chaque affût pouvait toujours être complètement dirigé localement. La nuit, les canons ne pouvaient pratiquement pas être utilisés, parce que les bateaux n'avaient pas de radar de conduite de tir.
Les canons avaient pour des bateaux de cette taille un calibre relativement important, ce qui aurait donné aux bateaux une supériorité au combat avec d'autres bâtiments légers. Des bateaux rapides comparables du Pacte de Varsovie dans la Baltique n'avaient en général que des canons de calibre 15 à 37 mm.

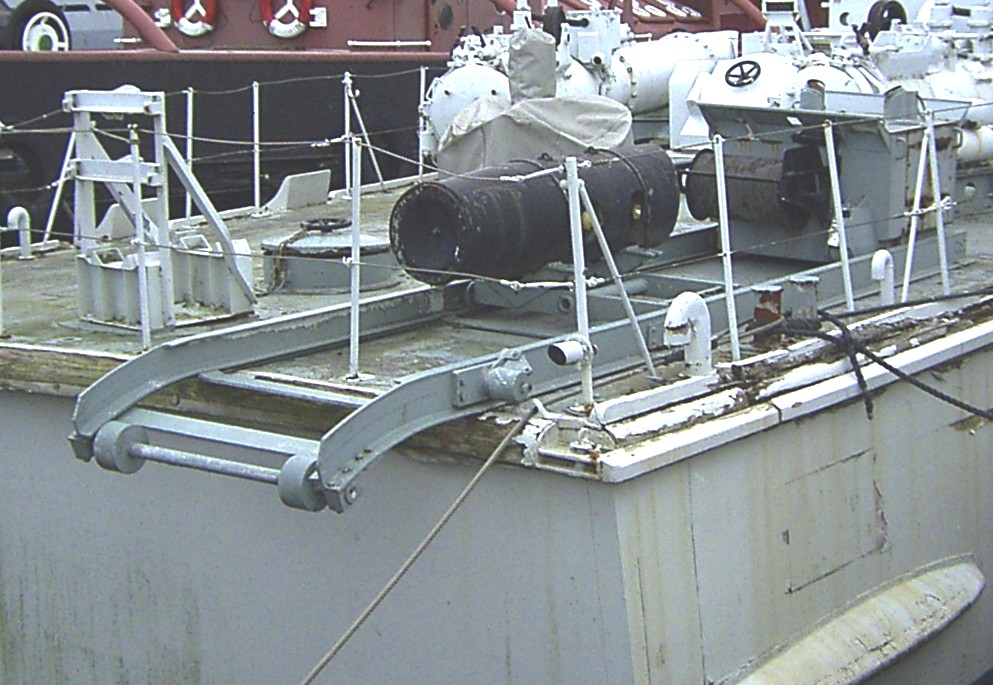
Partie d'un rail de mouillage de mine

#### Mines
Le mouillage de mines était une tâche annexe des bateaux. On devait les utiliser là où les mouilleurs de mines et les bateaux de déminage, dont la tâche principale était la gestion des mines sur les secteurs de côtes en danger n'auraient pas pu être utilisés en raison de la question du danger. On pouvait sans difficulté démonter les tubes lance-torpilles arrière et les remplacer par deux rails sur lesquels on pouvait selon le type de mine placer jusqu'à 36 mines de fond ou 34 mines à orin. Un chargement complet de mines à orin ne permettait plus la mise en œuvre de l'affût arrière.
Comme c'étaient des unités rapides bien défendues, des détachements de classe Jaguar étaient en mesure de combler les lacunes dans les barrages de mines, même sous la menace de l'ennemi.

#### Grenades anti-sous-marines
Sur le côté des tubes lance-torpilles arrière se trouvaient deux fixations pour grenade anti-sous-marine (on peut reconnaître une fixation sur l'image ci-dessus sur le bord du pont, derrière l'écoutille sphérique). Comme il fallait mouiller celles-ci sans aucun moyen de localisation sous-marine (p. ex. sonar), et que dans les eaux généralement peu profondes de la zone d'intervention, celles-ci provoquaient souvent des dommages aux bateaux, les patrouilleurs rapides étaient limités dans leurs possibilités de mouillage de grenades anti-sous-marines. Celles-ci n'étaient donc pas emportées en règle générale.

#### Armes de poing
Il se trouvait à bord seulement quelques pistolets du modèle Walther P1 (P38) et une carabine K98 pour le service de garde. Celle-ci servait aussi à détruire des mines dérivantes.
Vers le milieu des années 1960 le K98 a été remplacé par un HK G3. De plus sont arrivés à bord des pistolets mitrailleurs Uzi et un fusil-mitrailleur Maschinengewehr 34 puis MG42, ainsi que des grenades à main. Ces armes et leurs munitions étaient enfermées dans l'armurerie avant (compartiment VIII).
Au moment de la réforme, il se trouvait à bord les armes de poing suivantes : 
- 4 pistolets P1
- 2 pistolets mitrailleurs Uzi
- 4 G3
- 2 MG3
- 2 pistolets de signalisation

Hors du service de garde, les armes devaient être distribuées à l'équipage pour prévenir les abordages.

### Communication et senseurs
L'équipement en électronique était très limité. Les bateaux recevaient, outre des moyens optiques, tout d'abord un télégraphe et un téléphone radios pour les communications externes. Plus tard sont arrivés deux appareils radio, ainsi qu'un radiogoniomètre pour la navigation.
À bord, il y avait un système de haut-parleurs de bord. À chaque poste de combat, il y avait des prises pour que les responsables du poste de combat puissent s'intégrer au système par des casques avec micro, ou des casques spéciaux, et ainsi recevoir des ordres ou faire des comptes-rendus.
Le premier équipement en senseurs se limitait à un système de radionavigation DECCA. Le radar était limité en résolution et en horizon par la faible hauteur du mât du bateau. Des essais d'améliorer la situation par exemple par un mât télescopique, n'ont pas donné satisfaction. L'installation d'un radar de conduite de tir n'a pas été poursuivie, après les tests.
Peu à peu ont été installés un sondeur bathymétrique, un poste de visée des torpilles, un poste de visée optique pour l'artillerie, une installation radar améliorée Kelvin-Hughes, et des récepteurs d'alerte radar destinés à localiser les radars ennemis,,.